# Ben Hur (mini-série)
Pour les articles homonymes, voir Ben-Hur.
Ben Hur est une mini-série canado-germano-hispano-marocaine en deux épisodes de 120 minutes créée d'après le roman homonyme de Lew Wallace et diffusée à partir du 4 avril 2010 sur le réseau CBC, le 10 juin 2011 sur ProSieben, et le 31 mars 2013 sur Ovation aux États-Unis.
Au Québec, elle a été diffusée le 22 avril 2011 à la Télévision de Radio-Canada, et en France le 6 août 2011 sur OCS Max puis rediffusée sur France 4.

## Synopsis
Jérusalem au Ier siècle. Judah Ben-Hur, héritier d'une des plus grandes familles juives, est accusé d'avoir voulu assassiner le préfet de Judée, Ponce Pilate, il est envoyé aux galères sur les ordres de Messala, son ami d'enfance romain, et commandant de la garnison de Judée.
Lors d'une bataille maritime, il sauve un Romain nommé Quintus Arrius qui l'adopte et en fait son héritier. À la mort de son père adoptif, Judah Ben-Hur, devenu immensément riche, ne nourrit qu'un seul dessin : la vengeance.

## Distribution
- Joseph Morgan (VF : Guillaume Lebon) : Judah Ben Hur
- Stephen Campbell Moore (VF : Xavier Fagnon) : Octavius Messala
- Emily VanCamp (VF : Chantal Macé) : Esther
- Hugh Bonneville (VF : Pascal Germain) : Ponce Pilate
- Ray Winstone (VF : Vincent Grass ; VQ : Denis Gravereaux) : Quintus Arrius
- James Faulkner (VF : Philippe Catoire) : Marcellus Agrippa
- Alex Kingston (VF : Catherine Privat) : Ruth
- Kristin Kreuk (VF : Laura Blanc) : Tirzah
- Lucía Jiménez (VF : Michèle Buzynski) : Athene
- Ben Cross (VF : Philippe Dumond) : Empereur Tibère
- Kris Holden-Ried (VF : Vincent Ropion) : Gaius Antonus
- Marc Warren (VF : Franck Capillery) : David
- Dick Ward (VF : Charles Borg) : le médecin de Pilate
- Miguel Angel Munoz (VF : Julien Bleitrach) : prisonnier no 41

 Source et légende : version française (VF) sur RS Doublage et sur Voxofilm
 Source et légende : version québécoise (VQ) sur Doublage.qc.ca

## Autres adaptations
cinéma
- 1907 : Ben-Hur, court-métrage américain de Sidney Olcott, avec Herman Rottger (Ben-Hur).
- 1925 : Ben-Hur, film américain de Fred Niblo, avec Ramon Novarro (Ben-Hur).
- 1959 : Ben-Hur, film américain de William Wyler, avec Charlton Heston (Ben-Hur).
- 2003 : Ben-Hur, film d'animation américain de Bill Kowalchuk, avec la voix de Charlton Heston (Ben-Hur).
- 2016 : Ben-Hur, film américain de Timur Bekmambetov.

spectacle
- Ben-Hur, spectacle français de Robert Hossein (septembre 2006 au stade de France).